# Black (videogioco)
Black è uno sparatutto in prima persona sviluppato dalla Criterion Games e pubblicato dalla Electronic Arts nel 2006 per PlayStation 2 e Xbox.
Il gioco è stato ufficialmente pubblicato per PlayStation 2 in Europa il 24 febbraio 2006 ed il 28 febbraio negli Stati Uniti. L'11 febbraio 2008 è stato invece pubblicato per il servizio download Xbox Originals per Xbox 360.

## Trama
Black si svolge in Europa orientale, mettendo il giocatore nei panni di un "black ops", un sergente di prima classe di nome Jack Kellar. Kellar racconta la maggior parte della storia in prima persona ad un interrogatorio quattro giorni dopo l'inizio degli eventi.
Kellar è un agente di un gruppo "Black Ops" della CIA, nonché un veterano di numerose operazioni militari in molti paesi tra cui Guatemala, Colombia, Iran e Croazia. Eccellente soldato sul campo, viene però dipinto da un suo compagno, il sergente Solomon, come "una testa calda, sempre su di giri, un tizio che non conosce il significato di danno collaterale". L'ignoto interrogatore, probabilmente un agente della CIA, gli pone domande su un'organizzazione denominata la Settima Ondata, responsabile di numerosi attentati, commercio d'armi e altri crimini. Il sergente Kellar si mostra riluttante e dapprima rifiuta di rispondere alle domande, ma l'interrogatore lo ricatta: se non collaborerà, i suoi crimini e le sue intemperanze saranno resi pubblici e lui incarcerato per tutta la vita. Anche se titubante, Kellar finalmente accetta di raccontare la sua storia.

### Strade di Veblensk
Quattro giorni prima Kellar e la sua unità si trovavano nella città di Veblensk, messi sotto assedio dagli uomini della Settima Ondata. Kellar uccide tre alti esponenti della cellula terroristica (tra cui i due luogotenenti di Valencio, ritenuto il membro principale dell'organizzazione) ma nonostante l'ordine di attendere rinforzi, disobbedisce ed entra in un edificio controllato da un membro dell'Ondata che gli tende un agguato. Tuttavia l'uomo non uccide Kellar, anzi pronuncia alcune parole dalle quali il sergente apprende che il suo sequestratore è americano nonché un ex agente della rete operatrice della CIA, William Lennox. Autore di numerosi attentati terroristici, dopo essere riuscito a sfuggire numerose volte alle autorità ha inscenato una finta morte a Il Cairo ed è diventato il leader della Settima Ondata. Subito dopo un razzo colpisce l'edificio creando una gran confusione nella quale Lennox riesce a fuggire.

### Confine di Treneska
La successiva missione di Kellar, rimasto separato dalla sua squadra e senza contatto radio, consiste nell'attraversare il confine di Treneska, distruggere un deposito di armi segreto e incontrarsi con il tenente MacCarver, leader della squadra Bravo Black Ops, alla fattoria Merjakni. Superato il canale Vlodnik, pesantemente difeso, il segnale radio si ripristina e il sergente riesce a comunicare la sua posizione al tenente MacCarver. Le cose non vanno come previsto e il sergente incontra molta resistenza armata, soprattutto nei pressi della fattoria, tuttavia riesce a sgomberare il punto di riunione e successivamente si incontra con MacCarver.

### Città di Nazrani
Una volta riuniti, i due agenti hanno come obiettivo successivo la distruzione di un'acciaieria nei pressi della città di Naszran, che devono obbligatoriamente attraversare per giungere al complesso industriale. Kellar e MacCarver si fanno strada nel cimitero e tra le macerie della città e, dopo aver superato varie postazioni di cecchini ed essere sopravvissuti a molti agguati nemici, arrivano alla rete di tunnel che portano al complesso industriale alla periferia cittadina.

### Acciaieria di Nazrani
Giunti all'acciaieria, MacCarver ha il compito di coprire le spalle al sergente Kellar che riesce a penetrare nel complesso industriale con la forza (superando anche un pericoloso campo minato) e a distruggere la struttura danneggiandone irreparabilmente le fornaci. Completata la missione, al gruppo si unisce anche il sergente Solomon, terzo operativo della squadra Bravo, e i tre hanno ora il compito di scovare ed eliminare Valencio, la mente della Settima Ondata che secondo l'Intelligence si nasconde nel vecchio manicomio di Tivliz.

### Manicomio di Tivliz
I tre giungono al manicomio e, una volta superate le robustissime difese esterne, Kellar disobbedisce agli ordini e penetra da solo all'interno della struttura, lasciando fuori MacCarver e Solomon. Dopo aver affrontato ed eliminato una pesantissima opposizione nemica, il sergente accede ai livelli inferiori dell'edificio, supera le guardie del corpo di Valencio ed arriva finalmente al nascondiglio del criminale, ma prima di ucciderlo lo tortura per riuscire ad ottenere informazioni su Lennox.

### Cantiere navale di Vratska
Dopo la sortita al manicomio, le squadre Bravo e Delta si uniscono in un attacco congiunto al cantiere navale di Vratska che, stando alle indicazioni di Valencio, è il nuovo nascondiglio di Lennox. Durante la missione, tuttavia, la squadra Delta viene massacrata dagli uomini di Lennox, che riesce così nuovamente a fuggire. Kellar e MacCarver provano un profondo senso di rabbia e vendetta dopo la morte dei loro compagni e riescono facilmente a convincere il sergente Solomon del fatto che Lennox, invece che essere rinchiuso in un carcere, debba pagare con la morte l'uccisione dei loro commilitoni. A tal punto, nonostante la loro missione sia stata cancellata dalla Divisione perché considerata troppo rischiosa, i tre decidono di raggiungere il nuovo nascondiglio di Lennox, il gulag abbandonato di Spetriniv, un complesso raggiungibile solo tramite il ben difeso ponte di Graznei, e fargliela pagare.

### Ponte di Graznei
I tre imboccano il ponte pesantemente difeso da barricate, mine e molti nemici. Dopo una serie di violenti scontri a fuoco i tre riescono ad attraversarlo e, dopo aver sconfitto la folta guardia a difesa dell'ingresso del gulag, guadagnano finalmente l'accesso alla struttura: il solo Kellar penetra all'interno alla ricerca di Lennox, con MacCarver e Solomon rimasti all'esterno per assicurare il perimetro.

### Gulag di Spetriniv
La struttura è enorme e, dopo aver assicurato la parte esterna del gulag, il sergente penetra all'interno facendosi strada fino ai livelli sotterranei. Arrivato nei pressi del nascondiglio di Lennox, Kellar fa piazza pulita dei tanti nemici a protezione del loro capo e delle sue guardie del corpo. Lo stesso Lennox, rintanato nell'ultima stanza del gulag, rimarrà ucciso nella terribile esplosione provocata dall'attacco del sergente Kellar.
Terminato il resoconto, Kellar racconta all'uomo ignoto la grande soddisfazione avuta dalle sue gesta, ma egli sottolinea con voce sarcastica la prevedibilità del sergente, avendo gli psicologi previsto ogni sua mossa. Kellar non capisce tali parole e, visibilmente innervosito, chiede spiegazioni all'uomo che lo informa di un fatto sconcertante: William Lennox è ancora vivo. Il sergente inizia così a capire di essere stato usato dalla sua stessa agenzia, ma l'uomo ignoto ha una invitante proposta per lui: la CIA fingerà la morte di Kellar in un incidente stradale allo scopo di evitargli il processo e l'incarcerazione per i crimini commessi. Una volta creduto morto, potrà così dedicarsi indisturbato all'inseguimento di Lennox per conto della CIA, per "ucciderlo con le sue mani e vedere scorrere il suo sangue" come in precedenza il sergente aveva affermato. La proposta viene accettata da Kellar senza troppi tentennamenti, e le ultime parole del gioco saranno dell'uomo ignoto: "Bene sergente, allora entriamo in azione!".

## Armi
Black vanta un parco armi veramente notevole. All'inizio di ogni missione il giocatore verrà dotato di due armi (tranne che nelle prime due missioni), numero massimo che è consentito trasportarne, ma durante lo svolgersi del gioco sarà possibile scambiare quelle in dotazione con quelle dei nemici uccisi oppure con altre armi che troveremo in vari punti dello scenario. Caratteristica del gioco è la possibilità di silenziare la maggior parte delle armi presenti, compresi fucili d'assalto e pistole mitragliatrici, con silenziatori già in dotazione o reperibili lungo il percorso. Il silenziatore, indispensabile per agire in modo stealth, può essere rimosso e applicato a piacimento. Altra peculiarità è la possibilità di selezionare le modalità di fuoco (automatico, semiautomatico o colpo singolo) per i fucili con caricatore come M16, Uzi e AK-47, a seconda delle necessità e della preferenza del giocatore.
L'arsenale è così composto:
- Pistole - .44 Magnum, Glock 17, DC-3 Élite.
- Mitra - Uzi, MAC-10 élite, MP5.
- Fucili d'assalto - AK-47, M16, G36C.
- Fucili di precisione - WA2000.
- Fucili a pompa - Remington 870, SPAS-12.
- Mitragliatrici - M249 SAW.
- Lanciarazzi/lanciagranate - RPG-7, M203.

## Nemici
Durante il gioco il personaggio si imbatterà in numerosissimi nemici, che nel susseguirsi dei livelli tenderanno ad aumentare sempre di più. Pur non essendoci una grande varietà di modelli, possiamo distinguere le tipologie in:
- Fanteria di base: frequente nei primi due livelli, non corazzata e dotata di AK-47.
- Fanteria scelta: presente in tutti gli scenari, è la forza nemica di base del gioco. Dotata di differenti tipi di fucili d'assalto, in base al livello corrente.
- Fanteria pesante: più resistente della fanteria scelta, è più difficile da sconfiggere vista la maggiore resistenza ai colpi e una IA più sviluppata, e può maneggiare differenti tipi di armi dai fucili d'assalto alle armi di precisione.
- Fucilieri d'assalto: armati di fucile a pompa Remington 870 o di SPAS-12, sono protetti da spesse corazze e da caschi e maschere protettive che li rendono difficilissimi da abbattere senza subire ingenti danni. A differenza della fanteria, la loro strategia d'attacco consiste nell'avanzare verso il giocatore sfruttando la resistenza e la potenza delle armi in dotazione. Molto efficaci le armi esplosive (bombe a mano, RPG) e il fucile di precisione.
- Soldati anti-sommossa: dotati di robusti scudi anti-sommossa e corazze, sono i nemici più difficili da uccidere. Il loro elmetto assorbe numerosi colpi, per cui anche colpendoli alla testa non si ottiene un effetto immediato come per gli altri nemici. Spesso armati di una .44 Magnum o di IMI Uzi, compaiono a partire dal 5º livello (il manicomio di Tivliz) tra le guardie del corpo di Valencio, fino a trovarne in grandi quantità a protezione del ponte di Graznei e dei livelli inferiori del gulag. Come per i fucilieri, le armi a esplosione come le bombe a mano e gli RPG rappresentano la migliore difesa, insieme al fucile di precisione.
- Artiglieri: armati di RPG, solitamente occupano posizioni nascoste e sopraelevate proteggendosi dietro a barricate per sfruttarne la copertura. Sono molto comuni nella città di Nazsran e sul ponte di Graznei, per arrestare l'avanzata del giocatore, e a protezione dei "boss" nemici che incontreremo durante la storyline. Nonostante il razzo da loro lanciato sia facilmente udibile, spesso non sarà possibile stabilirne la provenienza fino all'esplosione (e ai conseguenti danni ricevuti).
- Mitraglieri pesanti: con le loro mitragliatrici M249 SAW, sono solitamente a guardia di postazione chiave come gli ingressi delle strutture o stanze di particolare importanza. A differenza degli artiglieri non si spostano da una copertura all'altra, ma il volume di fuoco che sono in grado di sprigionare li rende estremamente pericolosi.

## Sequel
Il gioco termina con la storia lasciata in sospeso, motivo per cui si è molto discusso di un sequel, che doveva essere intitolato col nome di Black: Second Mission. Sviluppato da Criterion Games (la nota casa produttrice di Burnout) e distribuito da EA. Il gioco, tuttavia, è stato cancellato in fase di sviluppo.

## Accoglienza
Secondo IGN «Criterion Games left their mark on the FPS genre with Black», ovvero "Criterion Games ha lasciato un segno sul genere degli sparatutto in prima persona con Black.
Nel 2013, sempre IGN, pubblica la lista dei 100 migliori sparatutto in prima persona scelti dai suoi esperti, dove risulta al 99º posto.